# Ethilda Budgett-Meakin Herford
Ethilda Budgett-Meakin (aussi connue sous son nom marital d'Ethilda Herford), née le 6 décembre 1872 à Redhill dans le Surrey, et morte le 26 août 1956 à Reading, est une médecin et psychanalyste britannique. Elle participe aux débuts de la Société britannique de psychanalyse dans les années 1920.

## Biographie
Ethilda Budgett-Meakin naît le 6 décembre 1872 peut-être à Red Hill, dans le Surrey, fille de Edward Ebenezer Meakin (1838–1897) et de Sarah Anne Budgett, unique fille de Samuel Budgett (en), un négociant méthodiste de Bristol. Son père est planteur de thé en Inde avant la naissance de sa fille, puis en 1882, s'installe à Tanger, où il fonde en 1884 le premier journal de langue anglaise, Times of Morocco. Elle est la sœur du journaliste James Edward Budgett-Meakin et de la voyageuse Annette Meakin (en).

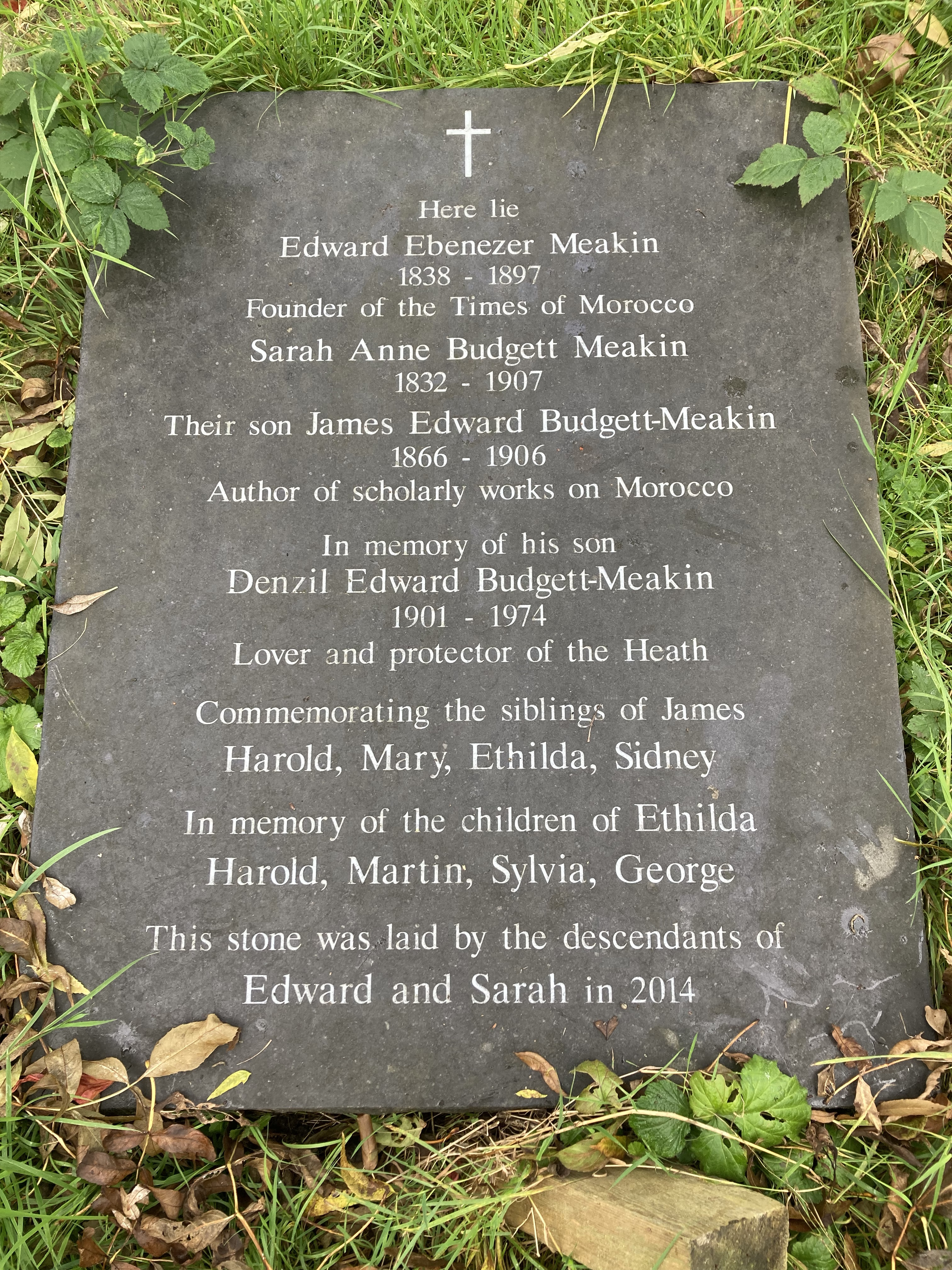
Tombe familiale des Budgett Meakin.

Elle fait ses études secondaires à la North London Collegiate School et travaille durant deux ans dans les bidonvilles de Glasgow. Elle fait sa formation médicale au Royal Free Hospital à Londres et obtient son diplôme de médecin (MBBS, Bachelors of Medicine and Surgery) en 1899. Elle travaille comme praticienne hospitalière à Londres, à la Camberwell Infirmary (en) et au Grove Hospital (en), puis en Inde à partir de 1902. Elle est notamment chef de service au Victoria Hospital for Women and Children à Calcutta de 1904 à 1907.
Elle épouse en 1907 Oscar Haarbleicher, un homme d'affaires allemand qui change son nom en Herford durant la Première Guerre mondiale pour éviter l'antigermanisme. Le couple s'établit en 1917 à Reading, ils rejoignent la Société des amis et ses orientations pacifistes, et soutiennent la fondation de la Bembridge School, sur l'île de Wight. Ils ont quatre enfants. Elle se spécialise dans le traitement psychothérapeutique des troubles nerveux fonctionnels et suit une formation de psychothérapeute à la Medico-Psychological Clinic à Londres et y travaille comme psychanalyste. Elle exerce comme médecin et dirige le British Hospital for Functional Nervous Disorders à Camden Town.
Sa première candidature à la Société britannique de psychanalyse (BPAS) est d'abord refusée en 1920, Ernest Jones, alors président de la société, s'élevant contre ce qu'il estimait être des formations non orthodoxes de la Medico-Psychological Clinic. Elle reprend alors une formation analytique, d'abord avec John Carl Flügel à Londres, puis à Berlin avec Karl Abraham dont elle fait la connaissance au congrès international de l'Association psychanalytique internationale à La Haye en 1920, et avec Sándor Ferenczi à Budapest en 1922. À l'issue de cette nouvelle formation, elle est enfin acceptée à la Société britannique de psychanalyse, d'abord comme membre associée en 1921, puis comme membre à part entière en 1934. Elle fait partie du petit groupe qui établit la SBP comme société analytique en Angleterre, et exerce comme psychanalyste à Reading. Elle participe aux activités londoniennes de la SBP jusqu'à la fin de sa vie. 
Elle meurt à Reading le 26 août 1956 à 84 ans.